# Érkávás
Érkávás (Kávás) (románul Căuaș) falu Romániában, Szatmár megyében.

## Fekvése
Nagykárolytól 14 km-re dél-délkeletre az Érmelléken, Gencs és Tasnád között fekvő település.

## Története
Érkávás és környéke már az ókorban is lakott hely volt.  Területén - a nádastóval körülvett sziget határrészen és a Dinnyés dombon - római korból származó leletek: cserépdarabok, urnák kerültek felszínre. 
Egy helyi lakos (Kovács István) telkén pedig több népvándorláskori leletet - griffes csatot, szíjvéget, melyen két griff között szarvas van, valamint lószerszámdíszeket - találtak.
A nádastóval körülvett sziget egykor megerősített hely volt. A tojásdad alakú szigetre ma is csak a "száján" lehet bejutni, nagysága száz hold körüli.
Nevét az oklevelek 1205-1235 között említették először Cayhas, Kaba, Rahas neveken a Váradi regestrumban egy tüzes vas próbával végződő per kapcsán,  majd 1370-ben Kawas, 1466-ban Kávás, Kavas neveken írták.
1370-ben I. Lajos király e birtokot Kávási Miklós mesternek a György fiának adta.
1427-1430 körül Szilágyi Miklós fiainak is volt itt birtokuk.
1444-ben Kávási Egyed, Vas György, Keszi enedek és Hodos Tamás voltak birtokosai.
1475-ben a Becsky család-nak és  Szilágyi Pálnak voltak itt birtokai.
1512-ben Kávás birtokot Károlyi Péter vette zálogba Somlyai Báthory Annának, aki azt neki 1548-ban visszabocsátotta.
1588-ban Károlyi Mihályt új adomány címén megerősítette itteni birtokában Báthory Zsigmond erdélyi vajda.
1616-ban Kávás felét, mely Károlyi Mihály birtoka volt, zálogban tartotta Károlyi Fruzsina Bánffy Mihályné
2525 forint ellenében.
1648-ban tartott osztozkodásnál Kávás Károlyi Ádámnak jutott.
1682 előtt a település elpusztult, török, tatár és kuruc harcokban. A fennmaradt feljegyzések szerint Kávási Jóbot a tatárok a református templom előtt elevenen megnyúzták.
Érkávást az 1715 évi összeírásban nem található meg, 1718-ban települt újra.
1720-ban már 324 lakosa volt, melyből 243 magyar, és 81 oláh nyelvű volt.
1779-ben Tasnád mezőváros tartozéka volt, melyet hat évre bérbe vették Vajai Vay Lászlótól Reviczki József, Szotyori Kerekes József és nejeik.
1797-ben hadi terhekhez való hozzájárulásra összeírták Érkávás községből gróf Károlyi Józsefet, báró Bánffy Lászlót, Pált, Kávási Boldizsárt mint fő birtokosokat, kisebb birtokosnak gróf Gyulai Józsefet, báró Bánffy Eleket, Kovács Mihályt, Kávási Jánost, Butyán Jánost, Andrást, Bara Józsefet, Balog Lászlót, Kávási Gergelyt, Délczeg Istvánt, Nagy Andrást, Asztalos Jánost és gróf Teleki Lászlót.
1847-es összeírás szerint Érkávásnak 1107 lakosa volt, melyből13 római katolikus, 812 görögkatolikus, 270 református, 12 izraelita volt.
1890-ben 1019 lakosa volt, ebből 250 magyar, 2 tót, 767 oláh,, melyből 22 római katolikus, 768 görögkatolikus, 207 református, 22 izraelita, a házak száma pedig 154.

## Látnivalók
- Református fatemploma - 1792-ben épült. A mostani kőtemplom az érgirolti elpusztult templom tégláiból 1824-ben épült.
- Görögkatolikus kőtemplom - 1882-ben épült. Anyakönyvük 1809-ben kezdődött.

## Híres emberek
- Papp Aurél / Aurel Popp (1879-1960), festő.